# Єзерянська волость
Єзерянська волость — історична адміністративно-територіальна одиниця Васильківського повіту Київської губернії з центром у селі Єзерни.
Станом на 1886 рік складалася з 13 поселень, 13 сільських громад. Населення — 11615 осіб (4429 чоловічої статі та 5035 — жіночої), 1297 дворових господарства.
|                     | Площа, десятин | У тому числі орної, дес. |
| ------------------- | -------------- | ------------------------ |
| Сільських громад    | 11246          | 9783                     |
| Приватної власності | 10540          | 7796                     |
| Іншої власності     | 247            | 211                      |
| Загалом             | 22033          | 17790                    |

Основні поселення волості:
- Єзерни — колишнє власницьке село, 1106 осіб, 158 дворів, православна церква, школа, 4 постоялих будинки, 2 лавки, водяний млин, цегельний завод. За 3 версти — бурякоцукровий завод із лікарнею, кісткопальний і механічний заводи.
- Глибічка — колишнє власницьке село при річці Рось, 523 особи, 62 двори, постоялий будинок.
- Коржівка — колишнє власницьке село, 538 осіб, 87 дворів.
- Пилипча — колишнє власницьке село при річці Рось, 599 осіб, 79 дворів, православна церква, постоялий будинок.
- Потіївка — колишнє власницьке село, 1123 особи, 163 двори, православна церква, 2 постоялих будинки, лавка, 2 водяних млини.
- Сорокотяги  — колишнє власницьке село, 1447 осіб, 170 дворів, 2 постоялих будинки.
- Фастівка — колишнє власницьке село, 878 осіб, 99 дворів, 2 постоялих будинки.
- Фесюри — колишнє власницьке село, 629 осіб, 77 дворів, православна церква, 2 постоялих будинки.
- Чупира — колишнє власницьке село, 621 особа, 111 дворів, православна церква, 2 постоялих будинки.
- Яблунівка — колишнє власницьке село при річці Рось, 1503 особи, 152 двори, православна церква, школа, 2 постоялих будинки, лавка, 2 водяних млини.

Старшинами волості були:
- 1909—1910 року — К. Т. Пелих[2],[3];
- 1912—1913 роках — Онисим Михайлович Ткаченко[4],[5].
- 1915 року — Тимофій Гнатович Шкляренко[6].